# Liste der Monuments historiques in Mozé-sur-Louet
Die Liste der Monuments historiques in Mozé-sur-Louet führt die Monuments historiques in der französischen Gemeinde Mozé-sur-Louet auf.

## Liste der Bauwerke
| Bezeichnung                                                 | Beschreibung                  | Standort | Kennzeichnung | Schutzstatus | Datum | Bild |
| ----------------------------------------------------------- | ----------------------------- | -------- | ------------- | ------------ | ----- | ---- |
| Domaine de la Noue (auch auf dem Gebiet der Gemeinde Denée) | Erbaut im 17./18. Jahrhundert | (Lage)   | PA00135550    | Inscrit      | 1995  |      |
| Windmühle                                                   | Erbaut 1750                   | (Lage)   | PA00109223    | Inscrit      | 1984  |      |

## Liste der Objekte
| Bezeichnung                           | Beschreibung          | Standort                       | Kennzeichnung | Schutzstatus | Datum | Bild |
| ------------------------------------- | --------------------- | ------------------------------ | ------------- | ------------ | ----- | ---- |
| Skulptur Madonna mit Kind (gestohlen) | Holz, 14. Jahrhundert | in der Kirche St-Samson (Lage) | PM49000834    | Classé       | 1979  |      |